# 2002年ソルトレークシティオリンピックのオーストラリア選手団
2002年ソルトレークシティオリンピックのオーストラリア選手団（2002ねんソルトレークシティオリンピックのオーストラリアせんしゅだん）は、2002年2月8日から2月24日までアメリカ合衆国のソルトレイクシティで開催された2002年ソルトレークシティオリンピックのオーストラリア選手団、およびその競技結果。

## 概要
今大会は、金メダル2個を獲得した。
ショートトラック男子1000mで、スティーブン・ブラッドバリーが金メダルを獲得した。これは冬季オリンピックオーストラリア初の金メダルであるとともに冬季オリンピック南半球初の金メダルとなった。また、金メダルを獲得するまでの奇跡が話題となり、ブラッドバリーは時の人となった。

## メダル
| メダル | 選手名                       | 競技                 | 種目           |
| ------ | ---------------------------- | -------------------- | -------------- |
| 金     | スティーブン・ブラッドバリー | ショートトラック     | 男子1000m      |
| 金     | アリサ・キャンプリン         | フリースタイルスキー | 女子エアリアル |